# Bones – Die Knochenjägerin
Bones – Die Knochenjägerin (Originaltitel: Bones; englisch für ‚Knochen‘) ist eine US-amerikanische Krimiserie von Hart Hanson, die von 2005 bis 2017 von 20th Century Fox für den US-Sender Fox produziert wurde. Im deutschen Sprachraum wird sie auf RTL, 3+, VOX, Super RTL und ATV ausgestrahlt. Sie handelt von der forensischen Anthropologin Temperance Brennan (gespielt von Emily Deschanel) und ihren Kollegen am Jeffersonian Institute in Washington, die zusammen mit dem FBI bei der Aufklärung von Verbrechen helfen.
In den Vereinigten Staaten wurde im Juli 2016 die Ausstrahlung der elften Staffel beendet, eine verkürzte zwölfte und letzte Staffel wurde im Februar 2016 angekündigt. Im deutschsprachigen Raum wurde im August 2016 mit der Ausstrahlung der elften Staffel begonnen.
Die am 28. März 2017 als 246. Folge in den USA ausgestrahlte Episode der 12. Staffel stellt gleichzeitig das Serienfinale dar.

## Handlung
Im Mittelpunkt der Serie steht die forensische Anthropologin Dr. Temperance Brennan, deren Spitzname Bones ist. Brennan wird als herausragende, aber etwas weltfremde Wissenschaftlerin porträtiert: Während sie in ihrem komplizierten Fachgebiet eine absolute Koryphäe ist, zeigt sie große Schwierigkeiten, Mitmenschen gegenüber den richtigen Ton zu treffen. Anspielungen auf die Pop- und Alltagskultur kommentiert sie oft mit den Worten: „Ich weiß nicht, was das bedeutet.“
Brennans Arbeit besteht darin, am (fiktiven) staatlichen Jeffersonian Institute in Washington die skelettierten Überreste von Opfern des Ersten Weltkrieges und anderer Kriege zu identifizieren. Sie und ihr Team werden dabei immer wieder zur Mithilfe bei der Aufklärung von Verbrechen hinzugezogen, die vom FBI untersucht werden. Als ihr männliches Gegenstück fungiert der Ermittler Seeley Booth.

## Hintergrund
Die Figur der Dr. Temperance Brennan wurde von der US-amerikanischen Anthropologin und Bestsellerautorin Kathy Reichs für ihr 1997 erschienenes Romandebüt Déjà Dead (dt. Titel: Tote lügen nicht) erschaffen. Aus dem Roman entstand eine Buchreihe.
Bei der Fernsehserie Bones handelt es sich allerdings nicht um eine Verfilmung der Temperance-Brennan-Romane. Stattdessen wurde die Serie nur sehr locker an die Romanvorlagen angelehnt. Das in der Serie erscheinende „Jeffersonian“ ist fiktiv und eine Anspielung auf die reale Smithsonian Institution, eine der renommiertesten Forschungseinrichtungen der USA.
Kathy Reichs sagt, dass die jüngere Temperance Brennan der TV-Serie sich im Vergleich zu ihrer über 40-jährigen Romanheldin „in einer früheren Phase ihrer Karriere“ befindet. Allerdings unterscheiden sich die beiden Hauptfiguren nicht nur in ihrem Alter, sondern auch in zahlreichen weiteren charakterlichen und biografischen Details.
Trotzdem haben die Drehbuchautoren die weitere Ausgestaltung der Figur in der Serie auch an die Person Kathy Reichs selbst angelehnt: die Anthropologin Temperance Brennan schreibt in ihrer Freizeit Kriminalromane, die Hauptfigur ihrer Geschichten ist eine forensische Anthropologin namens Kathy Reichs. Als die Serie beginnt, hat Brennan soeben das Buch Bred in the Bone veröffentlicht, das in die Bestsellerliste der New York Times eingestiegen ist. Die Cover-Rückseite von Brennans Buch zeigt ein Porträt der echten Kathy Reichs.

## Figuren

### Hauptfiguren

#### Dr. Temperance „Bones“ Brennan

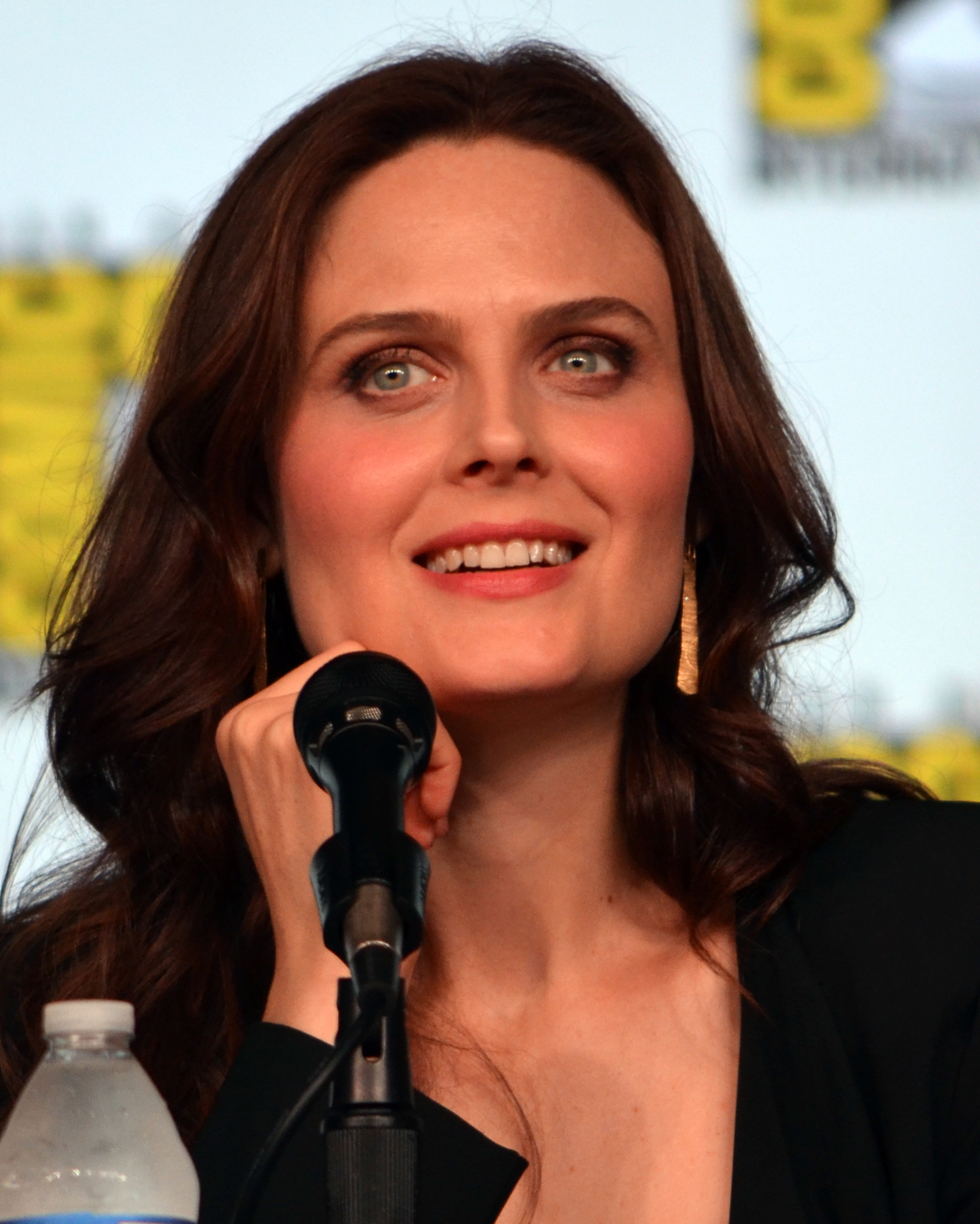
Emily Deschanel spielt die Rolle der Temperance Brennan

Dr. Temperance „Bones“ Brennan (geb. Joy Keenan) ist eine leidenschaftliche Wissenschaftlerin, die Entscheidungen stets anhand von empirischen und rationalen Grundsätzen trifft. Ihre sozialen Kompetenzen hingegen sind sehr beschränkt, sie wirkt oft gefühlskalt, distanziert und mitunter misstrauisch.
Temperance Brennan und ihr Bruder Russ wurden als Kinder von den Eltern verlassen. Da auch Russ, der damals 19 Jahre alt war, sie verließ, wuchs Temperance danach bei Pflegefamilien auf. Bei der Identifikation einer unbekannten Frau, die sich als Brennans leibliche Mutter herausstellt, tritt sie wieder in Kontakt mit ihrem Bruder Russ und findet heraus, dass ihr Geburtsname Joy Keenan ist und ihre Eltern zu einer Gruppe von Bankräubern gehörten. Die Eltern hatten Russ, dessen ursprünglicher Name Kyle war, und Temperance verlassen, um die beiden Kinder vor den anderen Mitgliedern der kriminellen Gang zu schützen. Brennans Vater Max Keenan lebt noch, musste aber lange Zeit als gesuchter Straftäter im Verborgenen bleiben, da er verdächtigt wurde, den Vize-Direktor des FBI getötet zu haben. Er wurde jedoch freigesprochen.
Zu ihren Kollegen am Jeffersonian hat Brennan ein gutes Verhältnis. Angela Montenegro nennt Temperance Brennan ihre beste Freundin. Brennans fester Partner bei den Ermittlungen ist der FBI-Agent Seeley Booth. Das Verhältnis der beiden wird durch viele gemeinsame und oft lebensbedrohliche Ereignisse enger und freundschaftlicher, eine romantische Beziehung entsteht aber erst später. Brennan unterhält mehrere kurze Beziehungen, darunter eine besonders innige zum FBI-Agenten Sullivan. Sullivan plant, Brennan in die Karibik mitzunehmen, sie lehnt das Angebot jedoch ab.
Neben ihrer Tätigkeit im Jeffersonian Institute schreibt Brennan Kriminalromane über die forensische Anthropologin Kathy Reichs, die zu Bestsellern wurden. In ihrer Freizeit trainiert Brennan Karate, was ihr bei manchen aggressiven Übergriffen während ihrer Ermittlungen nützlich ist.
In Episode 5.22 entschließt sie sich, ein Forschungsprojekt auf den Molukkeninseln zu leiten, und verlässt das Jeffersonian Institute für ein Jahr.
In Episode 6.23 findet man heraus, dass sie ein Kind von Booth erwartet. Die Geburt findet in der Episode 7.7 in einem Stall statt. Sie benennt ihre Tochter Christine Angela, nach ihrer Mutter und ihrer besten Freundin.
In Episode 9.6 heiraten Booth und sie, worauf sie in Episode 9.7 in die Flitterwochen nach Buenos Aires fliegen.
In Episode 10.15 erfährt man, dass sie erneut schwanger ist. Booth ist der Vater. Es wird ein Junge mit dem Namen Hank Booth Jr. nach Booths Großvater.
Als das Labor in der letzten Folge der 12. Staffel explodiert, hat sie für eine Weile Schwierigkeiten, Informationen zu verarbeiten. In derselben Folge wird sie wieder gesund.

#### Special Agent Seeley Joseph Booth

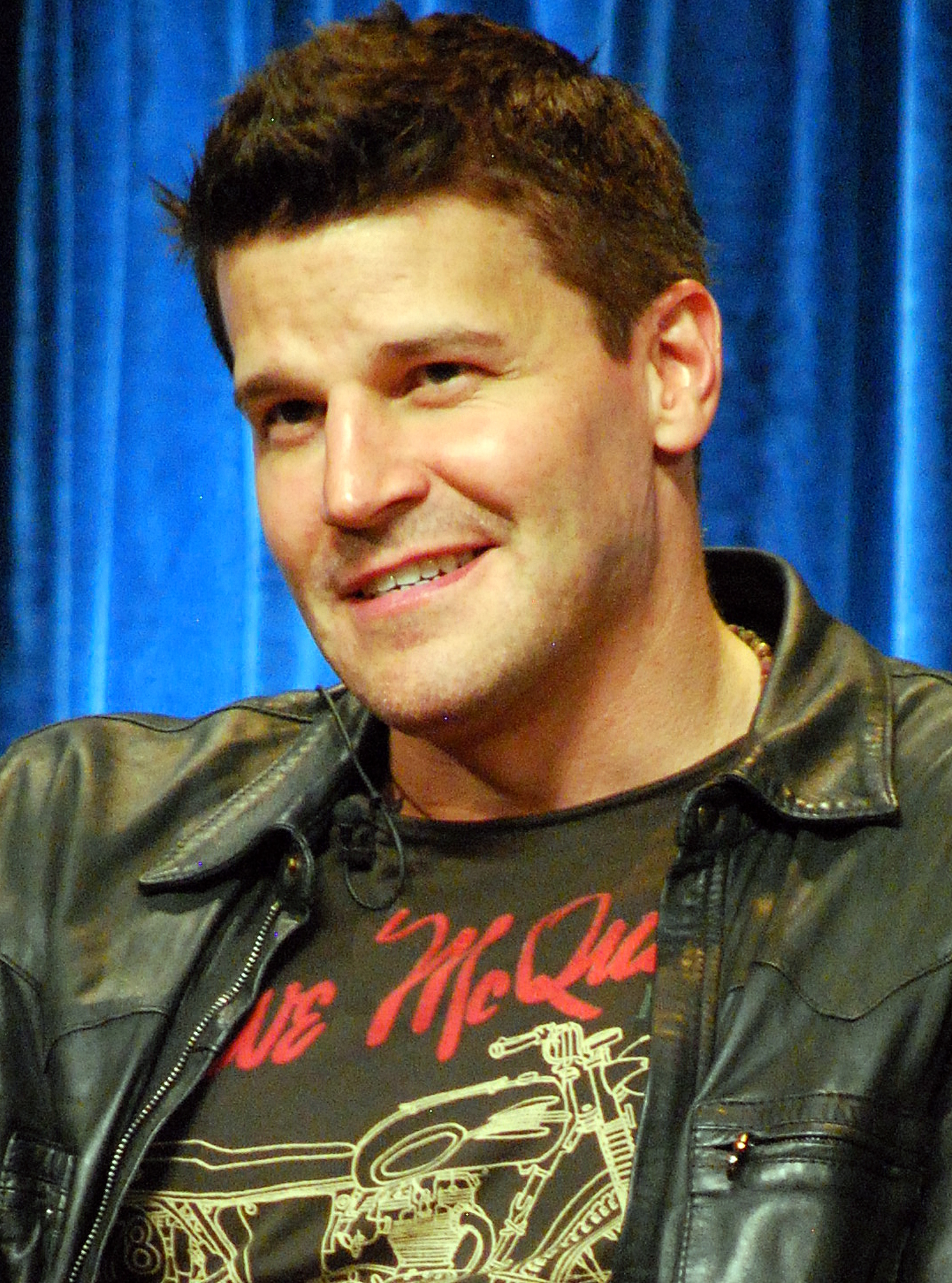
David Boreanaz spielt die Rolle des Seeley Booth

Booth ist ein ehemaliger Elitesoldat der United States Army Rangers und arbeitet inzwischen für das FBI, weshalb er mit Dr. Temperance Brennan in Kontakt kommt. Diese nennt er von Beginn an „Bones“, was ihr gar nicht gefällt. Anders als Bones’ wissenschaftliches Team vertraut er mehr seiner Intuition und Erfahrung beim Lösen von Mordfällen. Seine Vergangenheit bei der Army hängt Booth noch oft nach und beeinflusst ihn in Episode 1.21 bei der Herangehensweise an den Fall.
In vielen Situationen muss er Bones beim Umgang mit Hinterbliebenen und Verdächtigen helfen. Anfangs steht eine gewisse Skepsis zwischen Booth und den Wissenschaftlern in Bones’ Team. Während er selbstsicher und weltmännisch auftritt, bildet er einen ziemlichen Gegensatz zu den unsicheren und manchmal weltfremden Wissenschaftlern wie Zack Addy oder Dr. Jack Hodgins. Da die Charaktere so unterschiedlich sind, herrscht häufig Unverständnis dem anderen gegenüber.
Der Lincoln-Attentäter John Wilkes Booth ist einer seiner Vorfahren, was ihm wegen seines Berufs und seiner Einstellung zu Recht und Ordnung zu schaffen macht: Das wird erwähnt in Folge 96 („Im Pudding liegt die Wahrheit“), 5. Staffel, sowie wenig später in der Jubiläums-Folge Nummer 100 („Weniger als die Summe aller Teile?“) aus derselben Staffel.
Booth hat mit seiner ehemaligen Freundin Rebecca einen (zu Beginn der Serie) vierjährigen Sohn namens Parker sowie einen jüngeren Bruder namens Jared. Im Verlauf der Serie zieht Parker nach England und besucht seinen Vater nur selten. Am Anfang der ersten Staffel ist Booth einige Zeit lang mit einer Anwältin namens Tessa zusammen. Außerdem hatte er eine Affäre mit Dr. Camille Saroyan.
Gegen Ende der vierten Staffel wird bei ihm ein Hirntumor festgestellt, der jedoch ohne bleibende gesundheitliche Schäden entfernt werden kann. Allerdings hat Booth zu Beginn der fünften Staffel Schwierigkeiten, sich an einige seiner Lebensgewohnheiten, wie z. B. das Tragen von bunten Socken und Krawatten sowie einer auffälligen Gürtelschnalle, zu erinnern.
Gegen Ende der fünften Staffel folgt Booth dem Wunsch der US Army und kehrt als Ausbilder nach Afghanistan zurück. Er verlässt, wie Brennan, das Team für ein Jahr.
In der ersten Folge der sechsten Staffel kommt er aus Afghanistan zurück und lebt fortan mit einer jungen Reporterin namens Hannah Burley (Katheryn Winnick) zusammen, die er dort kennengelernt hat. In der Folge 6.13 macht er ihr einen Heiratsantrag, den sie aber nicht annimmt.
In der vorletzten Folge der 6. Staffel verbringt er eine gemeinsame Nacht mit Brennan. Im Finale der Staffel erzählt sie ihm, dass er Vater wird. Die gemeinsame Tochter namens Christine Angela Booth wird in der siebten Staffel geboren.
Seit Episode 9.6 ist er mit Temperance Brennan verheiratet, was Pelant versucht hatte zu verhindern, aber nach dessen Tod in Episode 9.4 doch noch stattfinden konnte.
Ende Staffel 9 wird er verhaftet, weil er in Notwehr drei FBI-Agenten erschießt, als er gerade an einem sehr heiklen Fall arbeitet. In Staffel 10 wird das weitergeführt und man sieht, dass er Anfang der 10. Staffel seit bereits 3 Monaten in Haft ist.
In Episode 10.15 erfährt man, dass er und Brennan ein weiteres Kind bekommen werden. Es wird ein Sohn namens Hank Booth Jr.
Nach dieser Episode wird er wieder spielsüchtig.

#### Angela Pearly-Gates Montenegro

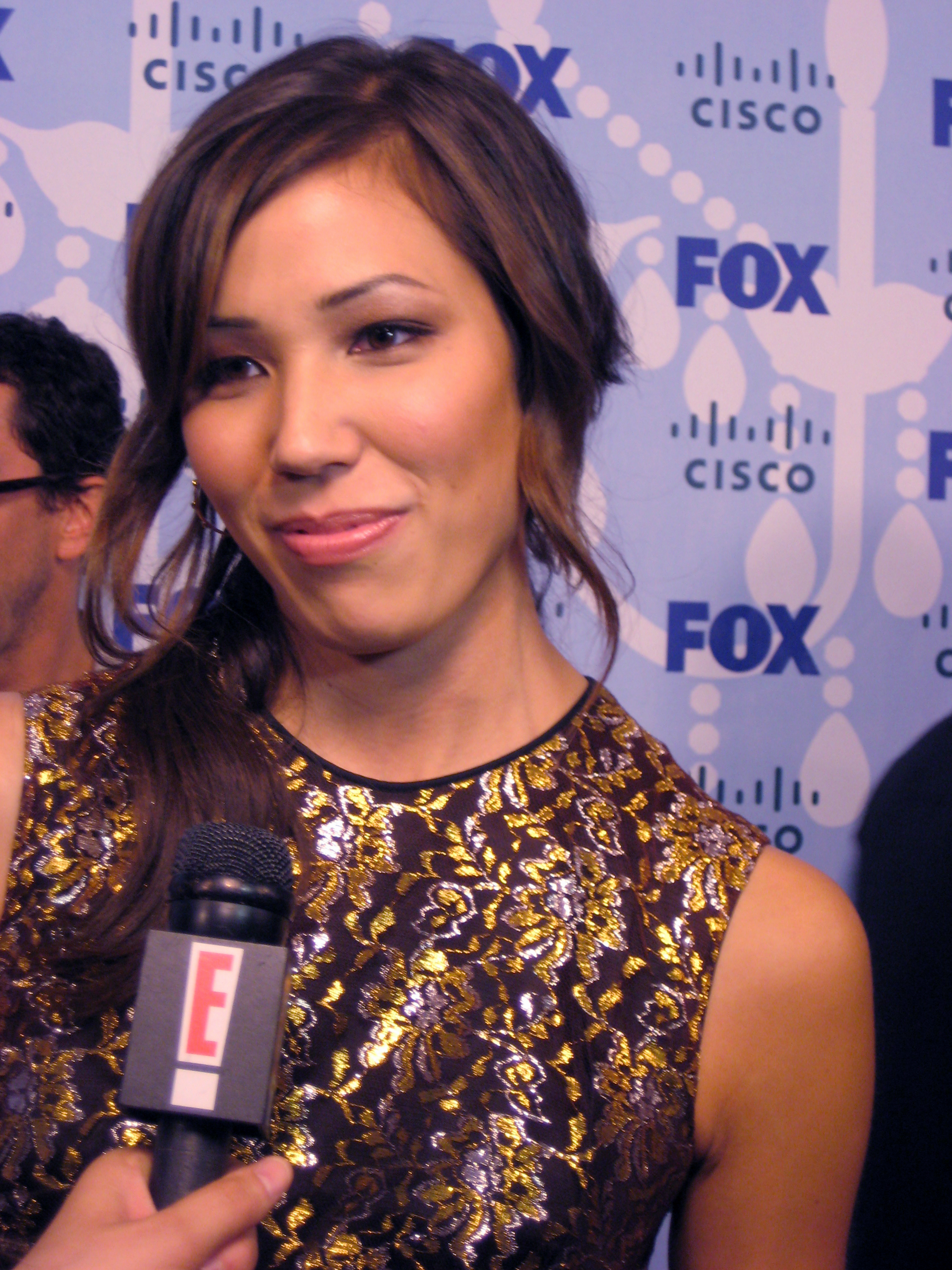
Michaela Conlin spielt die Rolle von Angela Montenegro

Sie gehört auch zum Team von Dr. Brennan am Jeffersonian-Institut, doch sie ist keine forensische Wissenschaftlerin. Angela ist Künstlerin und Besitzerin eines Patents für eine Software, die mittels einer dreidimensionalen Holografie das Aussehen von Toten sowie Tathergänge rekonstruiert. Ähnlich wie Booth ist sie sehr viel sensibler beim Anblick von Toten, weshalb sie einige Fälle sehr mitnehmen. Die meiste Zeit ist sie allerdings fröhlich und versucht vor allem Temperance dazu zu bewegen, ein Leben außerhalb der Arbeit zu führen und dabei Spaß zu haben.
Über Angelas Privatleben ist wenig bekannt. In Staffel 4 stellt sich heraus, dass sie bisexuell ist und auf dem College mit ihrer Kommilitonin Roxy zusammen war, was zu Angelas eigener Belustigung nur Bones wusste. Zudem scheint sie auch nicht abgeneigt, als die Lieferantin des Jeffersonian, Toni, an ihr interessiert ist. Angela besitzt auch viel Erfahrung im Umgang mit Männern und unterhält mehrere Beziehungen, darunter eine zu Dr. Jack Hodgins. Am Ende der zweiten Staffel planen beide zu heiraten. Die Hochzeit kann jedoch nicht vonstattengehen, da Angela bereits bei einer Feuer-Wasser-Zeremonie auf Fidschi verheiratet wurde. Im Verlauf der dritten Staffel beauftragen sie und Jack einen Privatdetektiv, der Angelas Ehemann finden soll, damit die Ehe annulliert werden kann. Doch nachdem ihr Ehemann Grason Barassa einwilligt, kommt es zum Streit zwischen Jack und Angela und sie beenden ihre Beziehung. In Folge neun taucht ihr Vater auf, der von Billy Gibbons, Sänger und Gitarrist der Band ZZ Top gespielt wird. Ihr Zuname bezieht sich auf Gibbons berühmte 1959er Les-Paul-Gitarre, die er Pearly Gates taufte. In Episode 5.20 heiraten sie und Hodgins überraschend. In der letzten Folge der 5. Staffel beschließen sie und Hodgins, für die Zeit, während Bones und Booth nicht in den USA sind, nach Paris zu gehen.
In der Premiere der sechsten Staffel erzählt sie Brennan, dass sie und Hodgins ein Kind erwarten, welches am Ende der Staffel zur Welt kommt und Michael Staccato Vincent Hodgins heißt.
In Episode 10.21 erfährt man ihren Geburtsnamen. Dieser lautet Pookie Noodlin.
Gegen Ende der letzten Staffel erfährt man, dass sie und Hodgins ein zweites Kind bekommen.

#### Dr. Jack Stanley Hodgins IV.

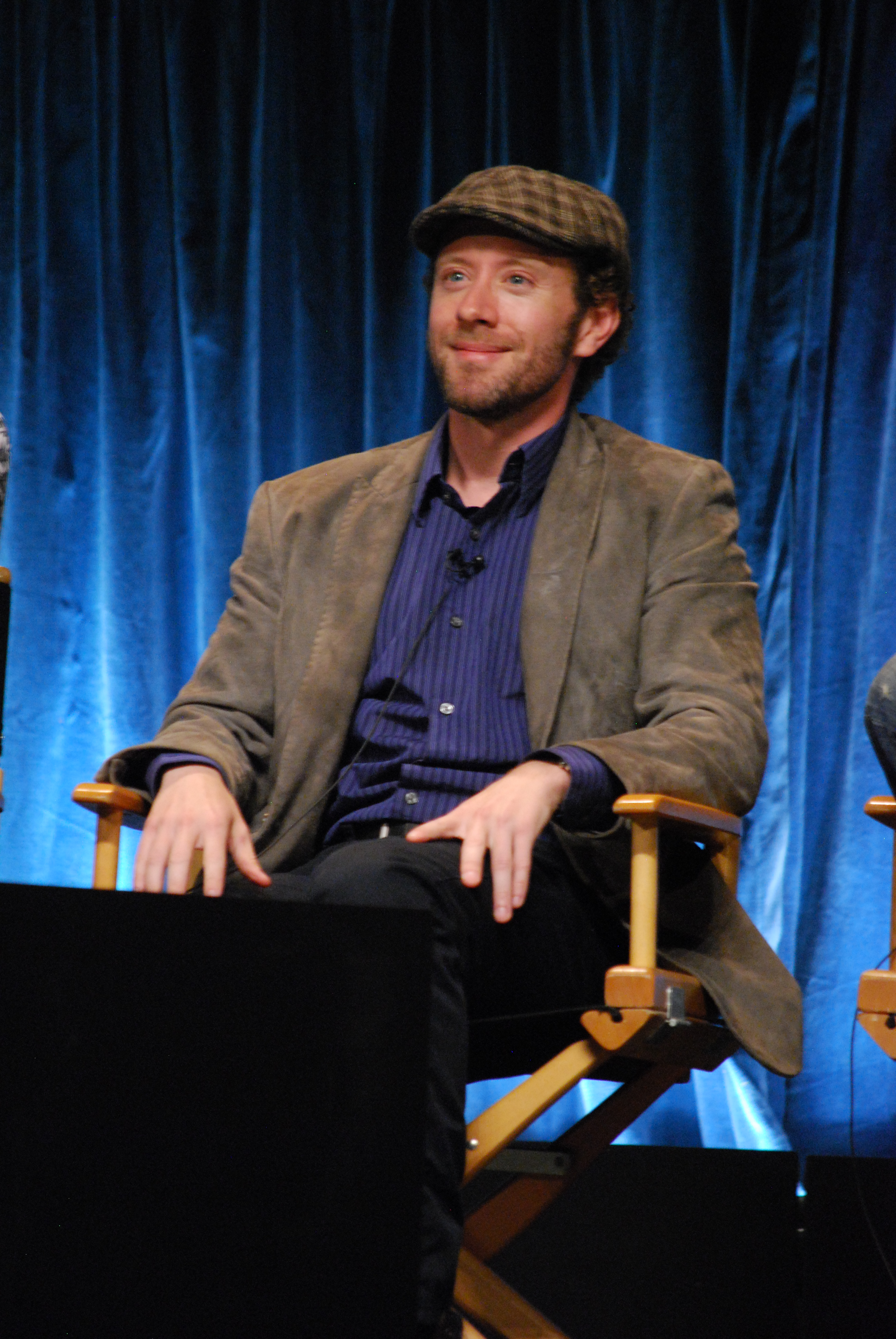
T. J. Thyne spielt Jack Hodgins

Hodgins ist der Entomologe des Teams, er besitzt auch Abschlüsse in Geologie und Mineralogie. Er ist Anhänger diverser Verschwörungstheorien, sarkastisch und versteckt sich manchmal hinter seinem Humor, anstatt klar seine Meinung zu äußern. In der ersten Staffel gerät er häufig mit seinem Vorgesetzten Dr. Goodman in Konflikt, da er meist anderer Meinung ist. Er stellt für Zack eine wichtige Bezugsperson dar. Zu Beginn der ersten Staffel kennt nur Zack Jacks Geheimnis: Jack ist der einzige Erbe einer sehr reichen und einflussreichen Familie, die zu den größten Gönnern des Jeffersonian Instituts zählt. Er hat Angst, dass seine Kollegen glauben, er habe nur aus diesem Grund die Stelle bekommen, und deshalb hält er diesen Teil seines Privatlebens geheim. Dazu kommt, dass Hodgins ein großer Kritiker der seiner Meinung nach zu sehr von Kapital- und Konzerninteressen dominierten US-Politik ist. Entsprechend unangenehm ist ihm seine Herkunft und die Macht seines Familienerbes. Er hatte eine Beziehung mit Angela, die in der vierten Staffel beendet wurde, jedoch in der fünften Staffel durch die spontane Heirat der beiden wieder aufgegriffen wird. In der Premiere der sechsten Staffel erfährt man, dass Angela ein Kind mit ihm erwartet, welches am Ende der Staffel zur Welt kommt und Michael Staccato Vincent Hodgins heißt.
In Episode 9.15 erfährt er, dass er außerdem einen auch sehr intelligenten, aber psychisch kranken Bruder hat, von dem seine Eltern ihm aber nie etwas erzählt hatten.
In Folge 10 der 11. Staffel erleidet er durch die Folgen einer explodierten Leiche eine Lähmung am Rücken und sitzt seitdem im Rollstuhl.

#### Dr. Zachary Uriah Addy(Eric Millegan)
Zack ist zu Beginn der Serie 22 Jahre alt und Bones’ Assistent. Mit einem IQ von mindestens 163 und einem fotografischen Gedächtnis war er schon immer das Wunderkind in seiner Großfamilie aus dem Bundesstaat Michigan. Neben seiner Promotion in forensischer Anthropologie (die er in Folge 2.11 abschließt), erfährt man in Folge 2.18, dass er auch einen Doktortitel in Maschinenbau besitzt – mit speziellem Interesse in Aeronautik. Er lebt in einer Wohnung über Dr. Hodgins’ Garage. Zack besitzt keinen Führerschein und muss deshalb zu Außeneinsätzen gefahren werden. Am Ende der dritten Staffel entpuppt er sich als Lehrling des Gormogon-Killers. Zack ist in der vierten Staffel nicht mehr am Jeffersonian tätig. In Folge 4.5 kommt jedoch heraus, dass Zack niemals jemanden getötet hat, sondern dem Killer nur gesagt hat, wo dieser das Opfer finden kann. Jedoch erzählt er nur Dr. Sweets davon und Zack nimmt ihm das Versprechen ab, keinem seiner Freunde etwas davon zu erzählen.
Jedoch spielt Zack immer wieder mal in Gastrollen mit.
Nach Zacks Ausscheiden werden verschiedene Assistenten im Wechsel bei den Ermittlungen eingesetzt.
Am Ende der Staffel 11 wird Zack als der Killer verdächtigt und entführt Bones. Zu Beginn der 12. Staffel zeigt sich, dass Zack nicht der Killer ist, sondern der Schlüssel zum wahren Killer.

#### Dr. Daniel Goodman(Jonathan Adams)
Goodman ist von Beruf Archäologe und während der ersten Staffel Direktor des Jeffersonian Instituts. Der einzige, der indirekt noch über ihm steht, ist Jack Hodgins, der durch seine Familie das Jeffersonian finanziert. Goodman ist verheiratet und hat fünfjährige Zwillingsmädchen. Mit Dr. Jack Hodgins ist er des Öfteren im Zwist, da Jack seine subjektive und „unwissenschaftliche“ Arbeitsweise missfällt. Die Leitung der forensischen Abteilung im Jeffersonian übernimmt nach der ersten Staffel Dr. Camille Saroyan. Goodman taucht danach nicht mehr in der Serie auf.

#### Dr. Camille Saroyan

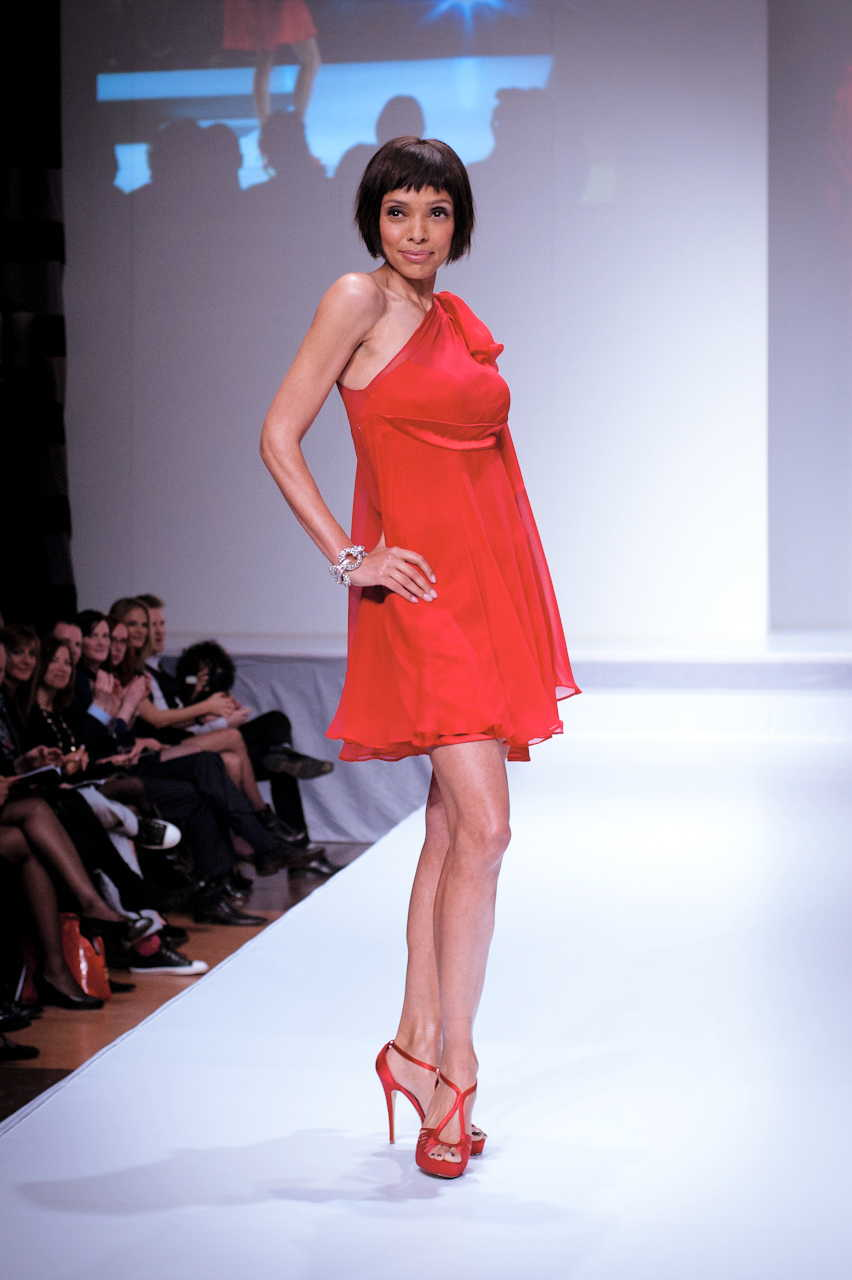
Tamara Taylor spielt Camille Saroyan

Dr. Saroyan, die von den meisten Cam genannt wird, ist Gerichtsmedizinerin und hat in der zweiten Staffel der Serie die Leitung der Forensischen Abteilung im Jeffersonian Institute von Dr. Goodman übernommen. In den ersten Folgen kommt es häufig zu Meinungsverschiedenheiten zwischen ihr und Dr. Brennan, die oft die Beweissuche in eine andere Richtung lenken möchte. Cam ist dabei bestrebt, den Täter zu fassen, während Brennan mit dem Grundsatz arbeitet, alles über die Beweismittel herauszufinden.
Bevor Cam zum Jeffersonian Institute kam, arbeitete sie in New York, wo sie bereits mit Booth zu tun hatte. In der zweiten Staffel kommen sich die beiden näher, sie beenden die Beziehung jedoch relativ bald.
Cam war früher mit einem Chirurgen namens Andrew Welton (in der deutschen Fassung „Wagner“) verlobt. Dieser hatte eine kleine Tochter, deren Mutter bereits verstorben war. Nachdem Cam versucht hatte, gemeinsam mit Andrew die kleine Michelle aufzuziehen wurde ihr klar, dass er sie betrog und sie verließ ihn.
In Folge 18 von Staffel 4 werden die Überreste von Wagner gefunden. Cam sieht zum ersten Mal Michelle wieder, die vorgibt, sie nicht zu kennen. Später in der Folge gibt sie allerdings zu, dass Cam für sie wie eine Mutter war und sie sich im Stich gelassen gefühlt hat, als sie ging. Cam bietet ihr an, zu ihr zu ziehen, was Michelle annimmt.
In Staffel 6 kommt Cam mit einem Gynäkologen namens Paul Litner zusammen. In Staffel 8 beginnt sie schließlich eine Beziehung mit dem Forensiker Arastoo Vaziri. Sie halten die Beziehung zunächst geheim, doch als Vaziris Leben bedroht wird, gesteht Cam dem Team ihre Gefühle.
In der 11. Staffel nach Dr. Brennans Rückkehr ins Jeffersonian beendet Arastoo die Beziehung und verlässt das Jeffersonian, um beruflich weiterzukommen, kehrt aber in Folge 10 nochmal zurück. Später werden sie wieder ein Paar. In der vorletzten Folge der 12. Staffel heiraten die beiden.

#### Dr. Lance Sweets

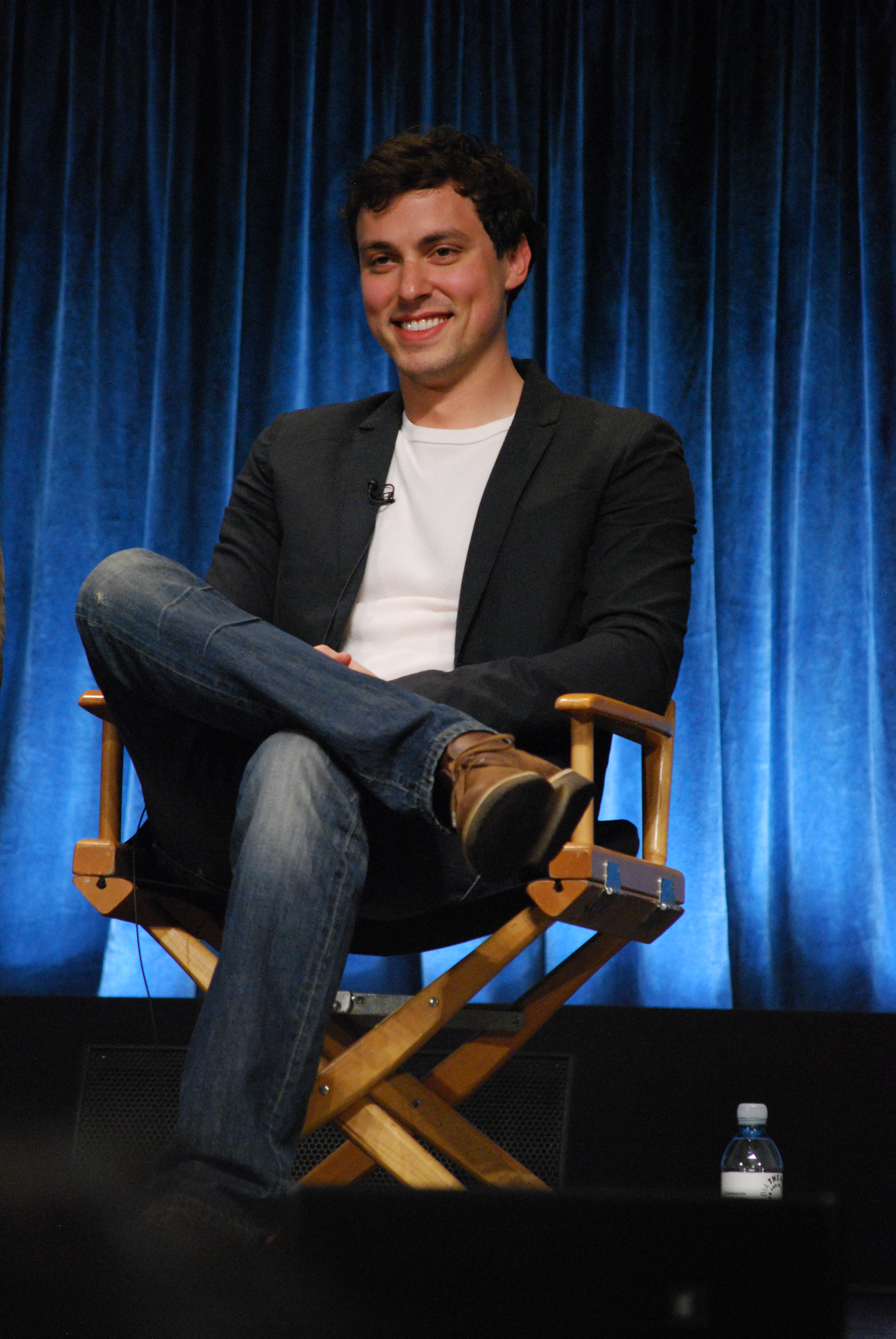
John Francis Daley spielt Lance Sweets

Sweets lebte lange in Heimen und in durchaus schwierigen Pflegefamilien und ist somit ein Spät-Adoptivkind, seine letzte in die Jahre gekommene Adoptivfamilie gab ihm viele Werte mit – sie war für ihn wie echte Eltern. Auf Sweets’ Rücken befinden sich viele Narben, die auf Peitschen-Folter hinweisen. Daraus wäre auch die größere Lebenserfahrung und Menschenkenntnis zu erklären, die er trotz seiner Jugend (22/23 Jahre) immer wieder zeigt und die auch bei der Erstellung von Täterprofilen sehr nützlich ist.
Sweets arbeitet als Psychologe für das FBI und kommt vor allem dann zum Einsatz, wenn es in einem Ermittlerteam kriselt. Als man beim FBI bemerkt, dass sich Brennan nach der Verhaftung ihres Vaters Max Keenan immer mehr von ihrem Partner Booth zurückzieht, zwingt man die beiden Ermittler, sich mit der ungewöhnlichen Situation bei dem jungen Psychologen auseinanderzusetzen. So erhofft man sich beim FBI, dem drohenden Zerfall des Teams entgegenzuwirken, da man die Zusammenarbeit mit Brennan und dem Jeffersonian-Institut mittlerweile sehr zu schätzen weiß.
Die Figur tritt erstmals in Folge 3.04 in Erscheinung, und seit Folge 3.09 gehörte Sweets-Darsteller John Francis Daley zur Hauptbesetzung.
Sweets hat eine Beziehung mit Daisy Wick, einer von Dr. Brennans Assistenten. Die Beziehung vertieft sich, bis hin zu Heiratsplänen. Allerdings findet ihre Beziehung in Folge 5.22 ein jähes Ende, als Daisy mit Bones für ein Jahr auf eine anthropologische Forschungsmission zu den Molukken aufbricht. Sie beschließen beidseitig, nicht auf den anderen zu warten. Nachdem Daisy in Staffel 6 jedoch wieder nach Washington zurückgekehrt ist, sind beide bestrebt, erneut eine Beziehung zu führen. In Folge 4 der 8. Staffel trennen sie sich aber endgültig.
Sweets hörte als Jugendlicher Metal, spielt im Verlauf der Serie Jazz am Klavier in einer Bar und meint, er könne gut singen. Den Fundus an Erfahrungen nutzt er auch bei Ermittlungen.
In Folge 10.1 erfährt man, dass er werdender Vater eines Jungen ist und möchte, dass Booth der Pate wird. Die Mutter ist Daisy, das Baby war nicht geplant, da die beiden sich schon getrennt hatten.
Am Ende der Folge wird Sweets von einem Profikiller ermordet und stirbt, noch bevor die Rettungskräfte eintreffen, an massiven, inneren Verletzungen im Beisein von Bones und Booth.
In Folge 8 der Staffel 10 wird der Sohn von Sweets geboren. Sein Name lautet Seeley Lance Wick Sweets. Seeley Booth ist der Pate des Kindes.

#### Agent James Aubrey
Agent Aubrey fungiert als Ersatz für Dr. Sweets, nachdem dieser in der zehnten Staffel stirbt. Er unterstützt Agent Booth und wird von allen als Nachfolger von Booth gesehen, vor allem während und nachdem Seeley und Temperance eine Auszeit nehmen. Er ist ständig am Essen und hat immer einen humorvollen Spruch parat. Sein Vater ist ein Verbrecher, weswegen Aubrey ohne ihn aufwuchs.
Aubrey beginnt eine Beziehung mit Miss Warren, die Bones im Jeffersonian assistiert. Die Beziehung zerbricht jedoch, weil sie verunsichert ist, als Aubrey von gemeinsamer Zukunft redet. Außerdem rettet er während der elften Staffel Hodgins Leben, indem er sich schützend auf ihn wirft, als an einem Tatort eine Bombe explodiert.

### Nebenfiguren

#### Matthew Brennan/Max Keenan
Matthew, ein ehemaliger Bankräuber, der als Naturwissenschaftslehrer an einer High School tätig war, ist der Vater von Temperance und Russ Brennan. Er und seine Frau Ruth Keenan tauchten unter, als Temperance 15 Jahre alt war. Der Grund dafür wird in der letzten Folge der ersten Staffel erklärt: Sie flohen vor einem Killer, um das Leben ihrer Kinder zu schützen.
Nachdem Matthew Brennan als Max Keenan wieder in Erscheinung getreten ist, ist er bereit, alles für die Sicherheit seiner Kinder zu tun. In der Folge Ein Verräter im Feuer begeht er dafür sogar einen Mord.
In der zweiten Staffel stellt sich Max, der immer noch vom FBI als Mörder gesucht wird, um näher bei seiner Tochter zu sein und nicht ständig untertauchen zu müssen. Er wird im weiteren Verlauf der Serie jedoch freigesprochen, da das Gericht nicht nachweisen kann, dass Max Keenan der Mörder ist.
In der 12. Staffel wird er von einem Verbrecher angeschossen und stirbt wenig später im Krankenhaus an seinen Verletzungen.

#### Russ Brennan/Kyle Keenan
Russ ist der ältere Bruder von Temperance Brennan, der sie nach dem Verschwinden ihrer Eltern ebenfalls verlassen hat. Nach 15 Jahren treffen Russ und Temperance in Staffel 1 wieder aufeinander und versöhnen sich. Russ ist ein Kleinkrimineller und kommt für kleinere Vergehen gelegentlich ins Gefängnis. Er führt eine Beziehung mit einer Frau namens Amy, die zwei Töchter (Hayley und Emma) hat, für die Russ wie ein Vater ist. Später arbeitet er als Mechaniker in North Carolina.

#### Rebecca Stinson
Rebecca (Jessica Capshaw) ist die Mutter von Booths Sohn Parker, die während der Schwangerschaft einen Heiratsantrag von Booth abgelehnt hat und nun von ihm getrennt lebt. Während der zweiten Staffel haben Booth und sie ein kurzes Verhältnis, das sie jedoch wieder beenden.

#### Caroline Julian
Sie ist Staatsanwältin und in Staffel drei mit der Mordanklage gegen Max Keenan betraut. Außerdem ist sie in Episode 5.21 Staatsanwältin im Fall des Totengräbers.
Zudem ist sie diejenige, die alle Mitglieder des Teams zurückholt, um Dr. Saroyans Job zu retten.

#### Jared Booth
Jared ist der jüngere Bruder von Seeley Booth. Seinen ersten Auftritt hat er in Episode 67, während der er in Washington ankommt, um einen neuen Job im Verteidigungsministerium der Vereinigten Staaten anzutreten, welchen er im Verlauf der Serie allerdings bald wieder verliert. Er macht eine Reise mit dem Motorrad durch Indien. Als er von seiner Indienreise zurückkommt, hat er eine Freundin und ist mit ihr verlobt, was seinem Bruder zunächst gar nicht gefällt. In der 11. Staffel wird sein Leichnam gefunden.

#### Dr. Gordon Wyatt(Stephen Fry)
Dr. Wyatt ist Psychiater und forensischer Psychologe. Nachdem Booth aus Wut auf eine Clownsfigur auf einem Eiswagen geschossen hat, muss er sich Therapiestunden bei Dr. Wyatt unterziehen. In Folge 79 stellt er sich als Experte für die Metal-Kultur und ehemaliger Musiker heraus. Später eröffnet er ein Restaurant. In der letzten Staffel (Episode 9) wird er von Booth nochmals zu Rate gezogen, da Sweets in Staffel 10 getötet wurde. Er gehört zu dieser Zeit bereits zu Booth Freundeskreis. Trotzdem kann Booth ihn nicht überreden, wieder dauerhaft als FBI Psychiater zu arbeiten.

#### Howard Epps(Heath Freeman)
Epps ist ein Serienmörder mit einer Vorliebe für junge, blonde Frauen, dessen Exekution in Folge sieben durch Booth und Brennan verhindert wird, der aber schließlich in Folge 34 stirbt, nachdem er aus dem Gefängnis ausgebrochen ist. Er hat versucht Brennan zu töten, doch Booth kam dazwischen. Epps fühlte sich in die Enge getrieben und sprang von Dr. Brennans Balkon. Booth versuchte Epps zu retten, schaffte es allerdings nicht ihn zu halten und Epps fiel 15 Meter in die Tiefe.

#### Tessa Jankow(Anne Dudek)
Tessa, eine Anwältin für Wirtschaftsrecht, ist am Anfang der ersten Staffel die Freundin von Booth. Kurz vor einer geplanten gemeinsamen Urlaubsreise trennen sich die beiden.

#### Sam Cullen(John M. Jackson)
Sam Cullen ist in der ersten Staffel der Deputy Director des FBI und somit Seeley Booths Vorgesetzter. In Folge 1.20 erkrankt seine Tochter an Krebs.

#### Gormogon(Laurence Todd Rosenthal)
Gormogon ist ein Serienmörder, der seine Opfer erst tötet, dann aufhängt und anschließend isst. Am Ende der dritten Staffel stellt sich heraus, dass Zack Addy der Schüler von Gormogon ist. Gormogon wird jedoch dann von Booth erschossen, als Zack die Spezialeinheit zu Gormogons Haus geführt hat. Seine Schüler dürfen ihn nur als „den Meister“ bezeichnen.

#### Dr. Brennans Assistenten
Während der vierten Staffel treten mehrere neue Assistenten in Erscheinung. Dr. Brennan zögert jedoch mit der Entscheidung, einen Nachfolger für Zack zu finden. So kommt es zu einem ständigen Wechsel zwischen:
- Dr. Clark Edison (Eugene Byrd) (er wird nach der Mordanschuldigung auf Dr. Brennan ihr Nachfolger und übernimmt nach ihrer Rückkehr die forensische Arbeit, während sich Dr. Brennan auf das Lösen der Mordfälle konzentriert)
- Daisy Wick (Carla Gallo) (ist mit Dr. Sweets zusammen. In Staffel 6 gibt sie an zwischenzeitlich wieder getrennt zu sein. In Folge 10.1 ist sie von ihm schwanger. In Folge 10.8 wird ein Junge geboren.)
- Scott Starret (Michael Badalucco) (ist der älteste der Assistenten; kommt nur in einer Episode vor)
- Wendell Bray (Michael Grant Terry) (bei ihm diagnostiziert Dr. Brennan in Episode 9.13 Knochenkrebs, woraufhin er für eine Weile das Institut verlässt, da kaum eine Heilungschance besteht. In Episode 9.20 kehrt er zurück.)
- Colin Fisher (Joel David Moore) Auftritte in den Staffeln 4–12: Fisher leidet an Depressionen und hat dadurch regelmäßig Aufenthalte in psychiatrischen Einrichtungen. Er trägt in seiner Freizeit meist schwarze Kleidung, hat einen ausgeprägten Sinn für schwarzen Humor und lebt ein promiskuitives Leben. Mit Dr. Hodgins und Dr. Sweets versteht er sich recht gut.
- Arastoo Vaziri (Pej Vahdat) (Ehemann von Dr. Saroyan)
- Vincent Nigel-Murray (Ryan Cartwright) (wird in der Folge 6x22 von Jacob Broadsky erschossen)
- Finn Abernathy (Luke Kleintank) (war mit Michelle zusammen, der Adoptivtochter von Dr. Saroyan)
- Dr. Oliver Wells (Brian Klugman) Auftritte in den Staffeln 8–11: Wells hat einen IQ von 160 und mehrere Promotionen in verschiedenen Fächern. Er ist der einzige Praktikant, der Arzt ist. Durch seine arrogante Art eckt er bei den meisten Mitarbeitern des Teams ständig an. Einzig mit Dr. Hodgins versteht er sich.
- Rudolfo Fuentes (Ignacio Serricchio) Auftritte in Staffel 9 (ab 9x17), 10, 11 und 12[2]
- Jessica Warren (Laura Spencer) hat in Staffel 9, Folge 23 Sex mit Sweets

## Besetzung und Synchronisation

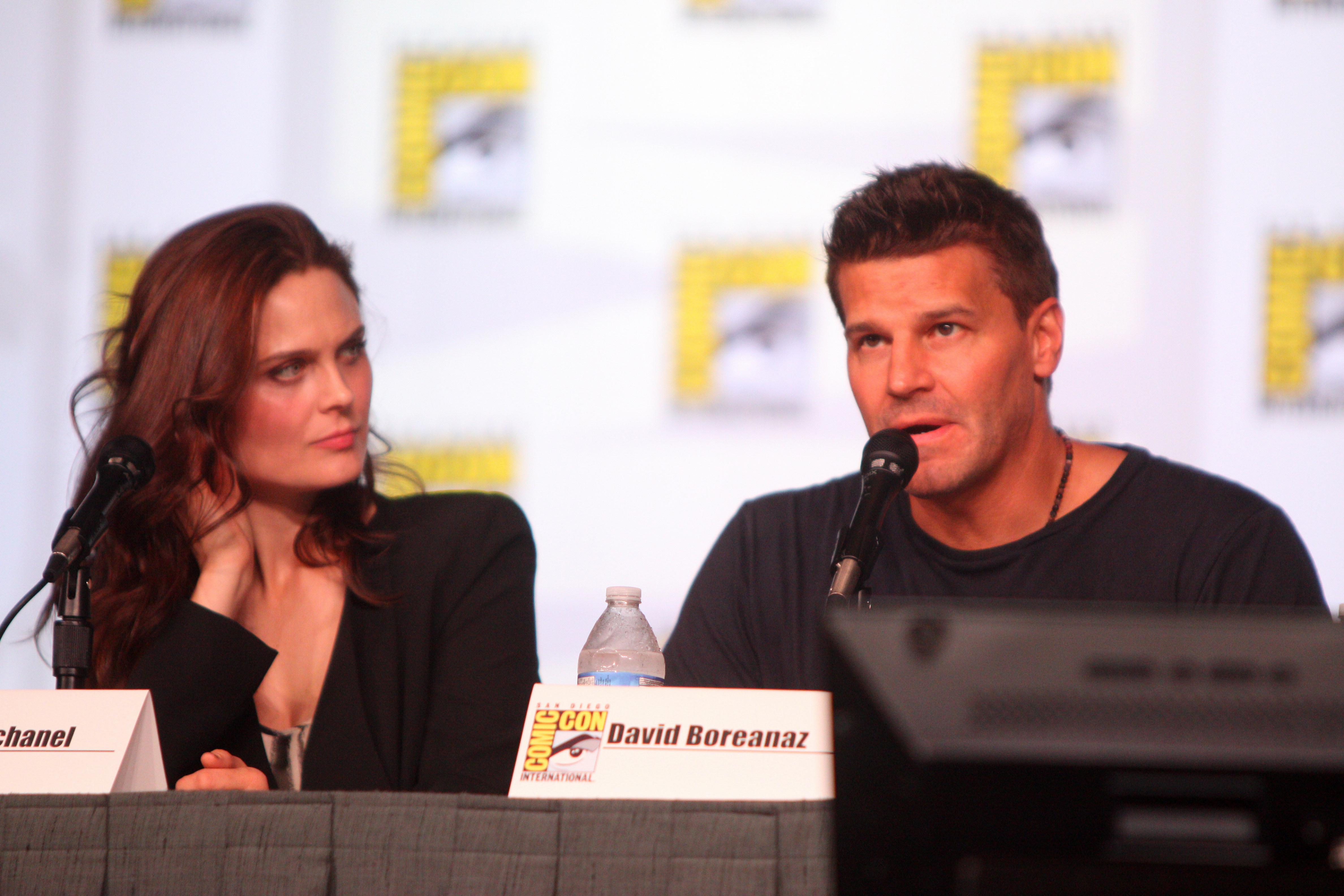
Emily Deschanel und David Boreanaz (2012)

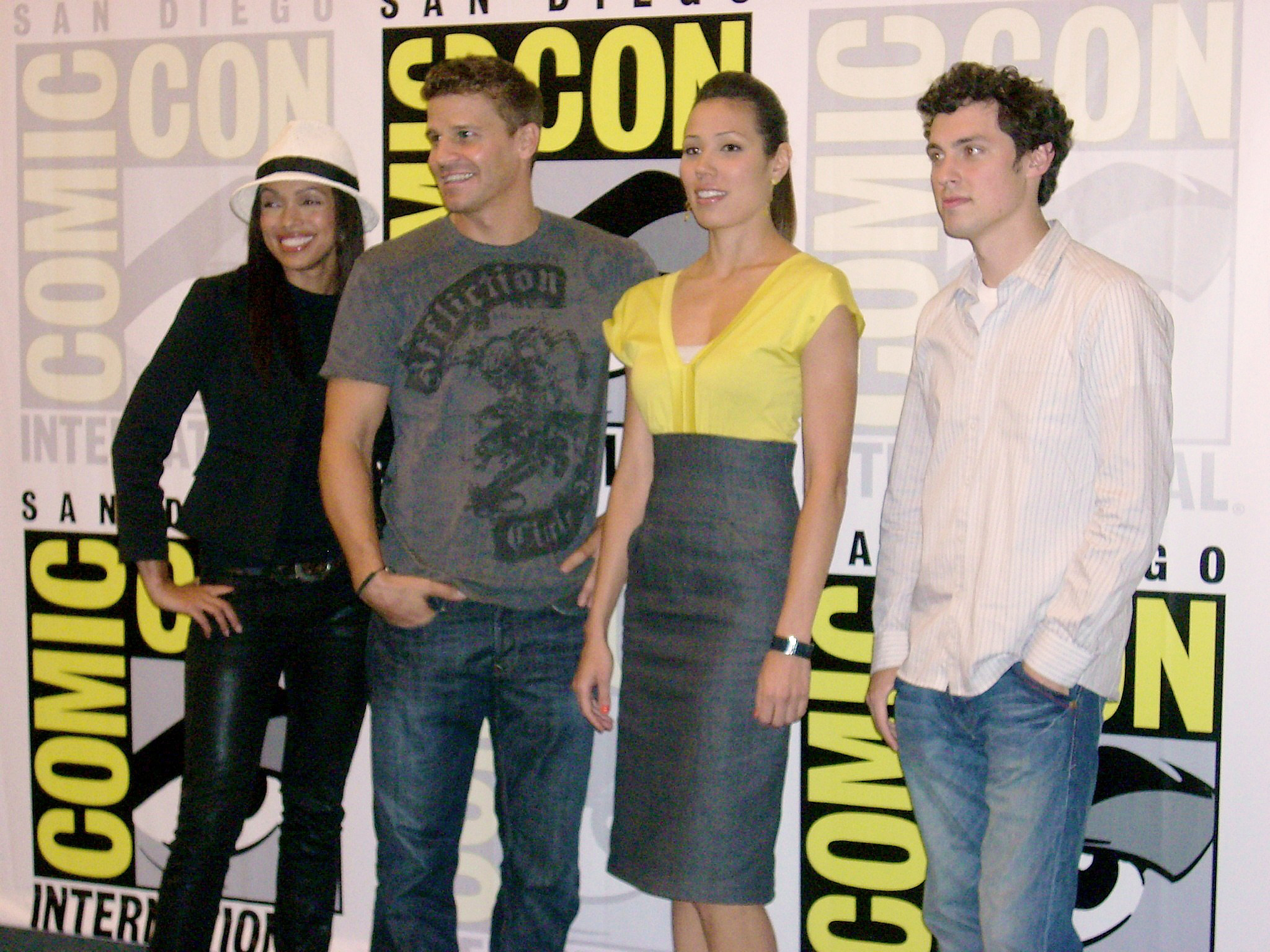
Tamara Taylor, David Boreanaz, Michaela Conlin und John Francis Daley (2008)

Die deutsche Synchronisation entstand nach dem Dialogbuch und unter der Dialogregie von Sven Hasper durch die Synchronfirma Interopa Film in Berlin.

### Hauptdarsteller
| Rolle                          | Schauspieler       | Synchronsprecher         | Hauptrolle (Episoden) | Nebenrolle (Episoden)                 |
| ------------------------------ | ------------------ | ------------------------ | --------------------- | ------------------------------------- |
| Dr. Temperance „Bones“ Brennan | Emily Deschanel    | Ranja Bonalana           | 1x01– 12x12           |                                       |
| Special Agent Seeley Booth     | David Boreanaz     | Boris Tessmann           | 1x01–12x12            |                                       |
| Angela Montenegro              | Michaela Conlin    | Victoria Sturm           | 1x01–12x12            |                                       |
| Dr. Jack Hodgins               | T. J. Thyne        | Sven Hasper              | 1x01–12x12            |                                       |
| Dr. Camille Saroyan            | Tamara Taylor      | Anke Reitzenstein        | 2x07–12x12            | 2x01–2x06                             |
| Special Agent James Aubrey     | John Boyd          | Tim Knauer               | 10x02–12x12           | 10x01                                 |
| Dr. Daniel Goodman             | Jonathan Adams     | Engelbert von Nordhausen | 1x01–1x22             |                                       |
| Dr. Zack Addy                  | Eric Millegan      | David Turba              | 1x01–3x15             | 4x05, 4x26, 5x16, 11x22, 12x01, 12x11 |
| Dr. Lance Sweets               | John Francis Daley | Hannes Maurer            | 3x09–10x01            | 3x04, 3x07, 3x08                      |

### Nebendarsteller
| Rolle                                   | Schauspieler              | Synchronsprecher                                                                           | Nebenrolle (Episoden)          |
| --------------------------------------- | ------------------------- | ------------------------------------------------------------------------------------------ | ------------------------------ |
| Parker Booth                            | Ty Panitz Gavin MacIntosh | Staffel 1–4: Leo Vornberger Staffel 5–11: David Kunze                                      | 1x09-9x06 11x08, 11x16         |
| Caroline Julian                         | Patricia Belcher          | Staffel 1–5: Evelyn Meyka Staffel 6–12: Dagmar Biener                                      | 1x19–12x12                     |
| Matthew Brennan/Max Keenan              | James Groh Ryan O’Neal    | Staffel 1: Erich Räuker Staffel 2–8: Hans-Jürgen Dittberner Staffel 11–12: Wolfgang Ziffer | 1x22, 2x11–11x21, 11x22-12x07  |
| Dr. Clark Edison                        | Eugene Byrd               | Rainer Fritzsche                                                                           | 3x01–12x12                     |
| Daisy Wick                              | Carla Gallo               | Sonja Spuhl                                                                                | 4x03–12x12                     |
| Wendell Bray                            | Michael Grant Terry       | Tobias Nath                                                                                | 4x04–12x12                     |
| Colin Fisher                            | Joel David Moore          | Robin Kahnmeyer                                                                            | 4x06–12x05                     |
| Arastoo Vaziri                          | Pej Vahdat                | Marius Clarén                                                                              | 4x17–12x12                     |
| Michelle Welton                         | Dana Davis Tiffany Hines  | Anne Helm                                                                                  | 4x18–12x12                     |
| Jessica Warren                          | Laura Spencer             | Annina Braunmiller Staffel 12: Anita Hopt                                                  | 9x23–11x15, 12x4, 12x11, 12x12 |
| Tessa Jankow                            | Anne Dudek                | Julia Koberstein                                                                           | 1x02, 1x06                     |
| Howard Epps                             | Heath Freeman             | Gerrit Schmidt-Foß                                                                         | 1x07, 2x04, 2x12               |
| Russ Brennan/Kyle Keenan                | Loren Dean                | Dennis Schmidt-Foß                                                                         | 1x22–3x13                      |
| Dr. Gordon Wyatt                        | Stephen Fry               | Hubertus Bengsch                                                                           | 2x13–2x17, 4x21, 5x07, 12x09   |
| Vincent Nigel-Murray                    | Ryan Cartwright           | Julien Haggége                                                                             | 4x07–6x22                      |
| Hannah Burley                           | Katheryn Winnick          | Magdalena Turba                                                                            | 6x02–6x13                      |
| Stephanie Susan „Avalon Harmonia“ James | Cyndi Lauper              | Staffel 5: Susanne Lüning Ab Staffel 8: Schaukje Könning                                   | 5x01, 8x09, 9x06, 10x11, 12x11 |
| Jacob Broadsky                          | Arnold Vosloo             | Erich Räuker                                                                               | 6x11, 6x15, 6x22               |
| Walter Sherman                          | Geoff Stults              | Alexander Doering                                                                          | 6x19                           |
| Danny Beck                              | Freddie Prinze Jr.        | Dennis Schmidt-Foß                                                                         | 9x01, 9x16                     |
| Hayes Flynn                             | Reed Diamond              | Viktor Neumann                                                                             | 7x13, 8x01, 8x12, 9x04         |
| Heather Taffet / „Der Totengräber“      | Deirdre Lovejoy           | Katharina Koschny                                                                          | 4x14, 5x21, 6x11               |
| Jared Booth                             | Brendan Fehr              | Kim Hasper                                                                                 | 4x09–5x13                      |
| Finn Abernathy                          | Luke Kleintank            | Ozan Ünal                                                                                  | 7x02–9x19                      |
| Dr. Art MacGregor                       | Don Franklin              | Hans Werner Olm                                                                            | 8x15                           |

## Ausstrahlung und Reichweite
| Staffel | Fernsehsaison (USA) | Fernsehsaison (Deutschland) | Zeit (USA) | Zeit (Deutschland)   | Ranking (USA) | Gesamtzuschauer (USA) | Gesamtzuschauer (Deutschland) | Zuschauer in Deutschland (14- bis 49-Jährige) |
| ------- | ------------------- | --------------------------- | --- | -------------------- | ------------- | --------------------- | ----------------------------- | --------------------------------------------- |
| 1       | 2005–2006           | 2006–2007                   | Dienstag 20 Uhr ET (2005) Mittwoch 20 Uhr ET (2006)                                                                 | Donnerstag 21.15 Uhr | #60           | 8,9 Millionen         | 3,27 Millionen (13,3 %)       | 1,97 Millionen (18,5 %)                       |
| 2       | 2006–2007           | 2007–2008                   | Mittwoch 20 Uhr ET                                                                                                  | Donnerstag 22.15 Uhr | #50           | 9,4 Millionen         | 2,86 Millionen                | 17,8 %                                        |
| 3       | 2007–2008           | 2008–2009                   | Dienstag 20 Uhr ET (2007) Montag 20 Uhr ET (2008)                                                                   | Donnerstag 22.15 Uhr | #51           | 8,9 Millionen         | 3,15 Millionen (14,6 %)       | 19,4 %                                        |
| 4       | 2008–2009           | 2009–2010                   | Mittwoch 20 Uhr ET (2008) Donnerstag 20 Uhr ET (2009)                                                               | Donnerstag 22.15 Uhr | #32           | 10,81 Millionen       | 3,30 Millionen (14,5 %)       | 19,8 %                                        |
| 5       | 2009–2010           | 2010–2011                   | Donnerstag 20 Uhr ET                                                                                                | Donnerstag 21.15 Uhr | #32           | 10,02 Millionen       | 3,78 Millionen (12,4 %)       | 2,24 Millionen (17,6 %)                       |
| 6       | 2010–2011           | 2011–2012                   | Donnerstag 20 Uhr ET                                                                                                | Donnerstag 21.15 Uhr | #29           | 11,57 Millionen       | TBA                           | TBA                                           |
| 7       | 2011–2012           | 2012–2013                   | Donnerstag 21 Uhr ET (September 2011 bis Januar 2012), Montag 20 Uhr ET (April bis Mai 2012)                        | Dienstag 21.15 Uhr   | #48           | 9,26 Millionen        | 4,07 Millionen (12,9 %)       | 2,41 Millionen (19,7 %)                       |
| 8       | 2012–2013           | 2013–2014                   | Montag 20 Uhr ET | Dienstag 21.15 Uhr   | #40           | 7,3 Millionen         | TBA                           | TBA                                           |
| 9       | 2013–2014           | 2014–2015                   | Montag 20 Uhr ET (September bis November 2013, März bis Mai 2014) Freitag 20 Uhr ET (November 2013 bis Januar 2014) | Dienstag 20.15 Uhr   | #40           | TBA                   | TBA                           | TBA                                           |
| 10      | 2014–2015           | 2015–2016                   | Donnerstag 20 Uhr ET                                                                                                | Dienstag 20.15 Uhr   | —             | TBA                   | TBA                           | TBA                                           |

## Episoden

### Folge 84 (4x26)
Das Finale der vierten Staffel Eine Geschichte zum Schluss ist eine Besonderheit in der Serie. Alle Personen haben in dieser Episode andere Rollen. Brennan und Booth sind verheiratet und betreiben einen Nachtclub, der in der Innenausstattung sehr dem Labor des Jeffersonian ähnelt und sich „The Lab“ nennt. Die meisten der Figuren sind Mitarbeiter dieses Nachtclubs oder, im Fall von Hodgins, Stammgäste dort. Camille Saroyan arbeitet mit Seeleys Bruder Jared Booth beim FBI. Zack hat einen Auftritt als Brennans persönlicher Assistent.
Trotz der veränderten Rollen sind die Grundzüge der Persönlichkeiten weiterhin vorhanden.
Zu Beginn der Folge findet Zack im Club eine Leiche. Das FBI, vertreten durch Camille Saroyan und Jared Booth, übernimmt diesen Fall und befragt zunächst sämtliche Mitarbeiter. Während der offiziellen Ermittlungen versucht das Team des Nachtclubs, selbstständig den Fall zu bearbeiten. Allerdings werden immer mehr Mitarbeiter des Clubs festgenommen, weil sie unter anderem mit der Mordwaffe in Berührung kommen oder illegalerweise eine Schusswaffe besitzen.
Letztlich kann der Mordfall mithilfe von Brennan aufgeklärt werden, die ihrem Ehemann Booth später mitteilt, dass sie schwanger ist. Gegen Ende der Folge wird jedoch ersichtlich, dass die fiktive Geschichte sich nur im Kopf von Booth abspielt, während er im Koma liegt. Der Off-Kommentar, der während der Handlung von Hodgins gesprochen wird, ist ein Text, den Brennan am Krankenbett in einen Laptop eintippt. Als letzte Handlung in der Folge löscht Brennan diesen Text wieder und Booth wacht auf. Er weiß jedoch nicht mehr, wer Brennan ist.

### Folge 94 (5x10)
In der Folge hat Emily Deschanels Schwester, Zooey Deschanel, einen Gastauftritt als Dr. Brennans Cousine. Mehrfach erfolgen Anspielungen auf die Ähnlichkeit der beiden, Booth hält sie sogar für Brennans Schwester.

## AblegerThe Finder
Am 10. Mai 2011 wurde eine auf Richard Greeners Buchreihe The Locator basierende Fernsehserie bestellt, die – obgleich die zugrundeliegenden Buchvorlagen der beiden Serien nichts miteinander zu tun haben und von verschiedenen Autoren stammen – mit der 19. Folge der 6. Staffel von Bones (Originaltitel der Folge The Finder) per Backdoor-Pilot als Bones-Ableger gestartet wurde. In der Folge beauftragt Booth gemeinsam mit der skeptischen Bones seinen alten Bekannten Walter Sherman, der Booth zufolge über die „Findergabe“ verfügt, damit ein wichtiges Beweisstück zu finden. Anschließend treten die Protagonisten von Bones – Die Knochenjägerin nicht weiter auf, außer am Schluss der Folge. Daran anknüpfend wurde die Serie The Finder ab dem 12. Januar 2012 von Fox zunächst auf dem Sendeplatz von Bones ausgestrahlt, später allerdings auf den Freitag, den sogenannten Programmplatz des Todes (Death Slot), hinter Fringe verlegt. Aufgrund der Quotenentwicklung wurde The Finder schließlich nach 13 Folgen abgesetzt, die letzte Folge lief am 11. Mai 2012.

## DVD-Veröffentlichungen
Deutsche Veröffentlichungen:
- Erste Staffel: März 2007
- Zweite Staffel: 12. September 2008[Anm. 1]
- Dritte Staffel: 9. April 2009[Anm. 2]
- Vierte Staffel: 14. Mai 2010[Anm. 3]
- Fünfte Staffel: 30. September 2011
- Sechste Staffel: 22. Juni 2012
- Siebte Staffel: 5. Juli 2013[20][Anm. 4]
- Achte Staffel: 28. März 2014
- Neunte Staffel: 11. Juni 2015
- Zehnte Staffel: 14. Juli 2016
- Elfte Staffel: 24. Mai 2017
- Zwölfte Staffel: 19. Juli 2018

Anmerkungen
1. ↑  Die zweite Staffel wurde Anfang September 2008 in den USA veröffentlicht, musste allerdings ohne die Folge 2.22 Player Under Pressure auskommen, da Fox auf eine Ausstrahlung nach dem Amoklauf an der Virginia Tech verzichtete. Die Folge wurde allerdings im Rahmen der dritten Staffel ausgestrahlt und ist somit auch im DVD-Set derselben enthalten.
2. ↑  nur 4 DVDs
3. ↑  7 DVDs
4. ↑  nur 4 DVDs

## Sonstiges
In Staffel 10, in der Episode Glück im Spiel, Pech in der Leiche, wird Finder-Spyder als die beste Suchmaschine im Web bezeichnet. Finder-Spyder ist eine fiktive Marke, die in zahlreichen Filmen und Serien auftaucht.
Der Spitzname „Bones“ wurde zuvor schon in der englischen Version der Serie Raumschiff Enterprise und in den Kinofilmen als Beinamen für die Figur des Dr. Leonard McCoy benutzt, der in der deutschen Synchronisation allerdings zu dem hauptsächlich von Kirk genutztem Spitznamen „Pille“ verändert wurde, dessen Herkunft auf einem Ausspruch von McCoy basiert.
In der Mystery-Fernsehserie „Sleepy Hollow“, die auf der Kurzgeschichte „The Legend of Sleepy Hollow“ beruht, haben Brennan und Booth einen Gastauftritt und helfen bei der Aufklärung eines übernatürlichen Ereignisses.
In Staffel 4, Folge 21, entdeckt Dr. Brennan auffällige Narben auf dem Rücken von Dr. Sweets, die auf Misshandlungen im Kindesalter zurückgehen. In Staffel 8, Folge 5, sieht man dagegen den Rücken von Dr. Sweets ganz ohne Narben.